# 레타 쇼

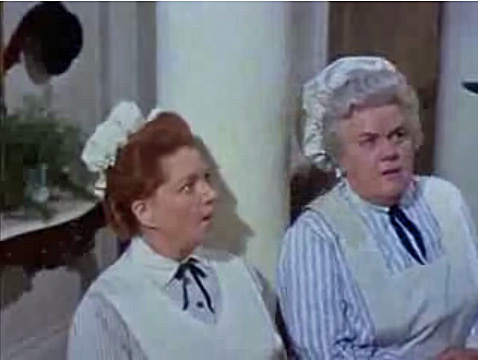

레타 쇼(Reta Shaw, 1912년 9월 13일 ~ 1982년 1월 8일)는 미국의 텔레비전 배우, 연극 배우, 영화배우, 배우이다.
옥스퍼드군 (메인주)에서 태어났으며 엔시노에서 사망하였다. 사인은 폐기종이다.  포리스트 론 메모리얼 파크에 매장되었다.

## 영화
- 마녀의 산 (1975년)
- 불청객 소동 (1973년)
- 남편들 (1970년)
- 러브드 원 (1965년)
- 댓 퍼니 필링 (1965년)
- 내 사랑 지니 (1965년)
- 위기의 남자 (1965년)
- 글로벌 어페어 (1964년)
- 아내는 요술쟁이 (1964년)
- 메리 포핀스 (1964년)
- 생츄어리 (1961년) - 미스 레바 역
- 천국의 독신남 (1961년)
- Pollyanna (1960년)
- 파자마 게임 (1957년)
- 내 모든 것을 다 주어도 (1957년)
- 피크닉 (1955년)